# Afromarengo lyrifera
Afromarengo lyrifera är en spindelart som först beskrevs av Fred R. Wanless 1978.  Afromarengo lyrifera ingår i släktet Afromarengo och familjen hoppspindlar. Inga underarter finns listade i Catalogue of Life.